# Suuri Lapinjärvi
Suuri Lapinjärvi är en sjö i kommunen Joensuu i landskapet Norra Karelen i Finland. Sjön ligger 144,9 meter över havet. Den är 11,5 meter djup. Arean är 74 hektar och strandlinjen är 5,47 kilometer lång. Sjön  ingår i Jänisjokis huvudavrinningsområde.   Den ligger omkring 58 kilometer sydöst om Joensuu och omkring 390 kilometer nordöst om Helsingfors. 
I sjön finns ön Kalastussaari. 